# 现代控制理论
现代控制理论，是以状态空间方法为主要内容的控制理论。现代控制理论以线性代数、矩阵理论为数学基础，在时域分析设计，會將常微分方程轉換為低階的時域微分方程組，再由線性代數的技巧來處理這些方程組，可用于研究比较复杂的系统。
从控制理论发展历史来看，以奈奎斯特稳定判据、波德图以及根轨迹为主要内容利用传递函数在频域进行分析的控制理论，則称为经典控制理论。

## 外部連結
- Modern Control Theory-A historical perspective